# Euxoa privigna
Euxoa privigna är en fjärilsart som beskrevs av Rudolf Püngeler 1906. Euxoa privigna ingår i släktet Euxoa och familjen nattflyn. Inga underarter finns listade i Catalogue of Life.